# Varsity Fanclub
Varsity Fanclub je pětičlenný americký boyband typu US5 nebo Jonas Brothers. Skupina vznikla roku 2007, jsou zaměření na pop a svůj styl tance. Mezi prvními Varsity Fanclub představili popový singl Future Love. Členové této skupiny byli objeveni na konkursu produkční společnosti Stonehall Entertainment. Jsou to Drew Ryan Scott, Thomas Carter (T.C), David Lei Brandt, Jaykob Andre Purdy (Jayk), Thomas Fiss.